# Но Дже Бон
Но Дже Бон (кор. 노재봉, 盧在鳳, Ro Jai-bong; 8 лютого 1936 — 23 квітня 2024) — південнокорейський політик, двадцять другий прем'єр-міністр Республіки Корея (1990—1991).
До початку політичної кар'єри вивчав політологію, після чого став професором соціальних наук Сеульського національного університету. Після виходу у відставку з посади голови уряду був обраний до лав парламенту 14-го скликання.